# Keytrade Bank
Keytrade Bank est une banque en ligne belge, spécialisée dans les produits bancaires et d'investissements. Filiale belge d'Arkéa Direct Bank (France), une filiale du Crédit Mutuel Arkéa, son siège d'exploitation est situé à Bruxelles (Watermael-Boitsfort) .

## Histoire
Le 14 août 1998, Unigest (André Van Moer & Charles Santerre), José Zurstrassen, Jean Zurstrassen et Grégoire de Streel fondent la société anonyme belge Keytrade.com afin de créer le premier site d'investissement en ligne de Belgique.
Le 26 mai 1999, ils créent la société anonyme luxembourgeoise VMS Keytrade Luxembourg.
Le 25 octobre 1999, la dénomination de la société belge est changée en VMS-Keytrade.com
Le 28 juin 2002, VMS-Keytrade.com absorbe RealBank (anciennement Banque commerciale de Bruxelles) et devient alors une banque à part entière qui, le 2 aout 2002, change son nom en Keytrade Bank.
En 2005, le Crédit Agricole acquiert une participation de contrôle (63,1%) dans Keytrade Bank.
En janvier 2007, le Crédit Agricole acquiert la totalité des actions de Keytrade Bank.
En 2009, Keytrade Bank ouvre une filiale bancaire en Suisse, nommée Strateo.
En juillet 2009, Keytrade Bank reprend la clientèle belge de Kaupthing Bank. Cette banque islandaise était déjà active en Belgique depuis sa filiale luxembourgeoise, mais avait fermé à la suite de problèmes lié à la crise du crédit.
En 2010, Keytrade Luxembourg reçoit la licence bancaire et devient Keytrade Bank Luxembourg.
En décembre 2015, le Crédit mutuel Arkéa entre en négociation exclusive avec Crelan (anciennement Crédit agricole) pour acquérir Keytrade Bank et en finalise le rachat le 6 juin 2016.
Le groupe Arkéa la fusionne avec la filiale Arkéa Direct Bank, connue en France sous la marque Fortuneo, en une seule société de droit français. Sa filiale belge, Fortuneo Banque Belgique, reprend la marque sociale Keytrade Bank et c'est sous cette appellation que tant les produits Keytrade que les anciens produits Fortuneo sont depuis commercialisés en Belgique.